# The Coterie
Pour les articles homonymes, voir Coterie.
The Coterie est un groupe à la mode composé d'aristocrates et d'intellectuels anglais des années 1910, largement représenté dans les magazines et les journaux de l'époque. Ils s'appelaient eux-mêmes la « Coterie corrompue » (Corrupt Coterie).
Beaucoup de membres du groupement étaient les « enfants » de The Souls. Les membres les plus éminents étaient Lady Diana Manners, une femme célèbre en Angleterre pour sa beauté, Duff Cooper, futur politicien conservateur et diplomate, Raymond Asquith, fils du Premier ministre et avocat Herbert Henry Asquith, l'homme de lettres et diplomate Maurice Baring, Patrick Shaw-Stewart, directeur général de la Barings Bank et poète de guerre, Nancy Cunard et son amie Iris Tree, Edward Horner ainsi que Sir Denis Anson. La Première Guerre mondiale a mis fin à la Coterie, prenant la vie de Horner, Shaw-Stewart et Asquith. Ils étaient surtout connus pour leurs fêtes extravagantes et étaient également associés à certains lieux tels que le Café Royal et The Cave of the Golden Calf, la première discothèque de Londres.